# Берг, Альбан
А́льбан Берг (нем. Alban Berg, 9 февраля 1885, Вена — 24 декабря 1935, там же) — австрийский композитор и музыкальный критик. Видный представитель музыкального экспрессионизма и Нововенской композиторской школы.

## Биография и творчество
Берг родился в Вене в семье коммерсанта из Нюрнберга. Он рано проявил музыкальную одарённость (около 1900 года начал сочинять музыку). Систематического музыкального образования не получил — с 1904 по 1910 год брал уроки теории музыки и композиции у Арнольда Шёнберга, который стал его единственным учителем и основным авторитетом в музыке.
В 1911—1915 годах Берг работал корректором в крупном венском издательстве Universal Edition, помогал Шёнбергу (делал для него аранжировки и переложения, составлял путеводители к его сочинениям и т. п.).
Первое стилистически индивидуальное сочинение Берга — «Пять песен на тексты к почтовым открыткам П. Альтенберга», op.4. Венская премьера этого цикла, которая состоялась 31 марта 1913 года, сопровождалась общественными беспорядками (даже с привлечением полиции) и вошла в историю (наряду с премьерой «Весны священной» И. Ф. Стравинского) как один из самых громких музыкальных скандалов XX века. Шёнберг критически отзывался о новых сочинениях Берга (хотя и дирижировал ими), что подрывало веру Берга в собственные творческие силы.
Отслужив в армии, с 1919 года сотрудничал в венском журнале «Anbruch»; в 1918-21 гг. также работал в руководимом Шёнбергом «Обществе закрытых музыкальных исполнений», где отвечал за репетиционный процесс и составление репертуара концертов.
Всемирную известность Бергу принесла опера «Воццек» (по пьесе «Войцек» Георга Бюхнера), которую он писал в течение нескольких лет (окончена в 1922). Мировая премьера «Воццека» (Берлин, 14 декабря 1925) состоялась благодаря активному участию Эриха Клайбера. Финансовую поддержку Бергу (в печатании партитуры) оказала Альма Малер, которой композитор посвятил оперу. Берлинская премьера «Воццека» вызвала большой общественный резонанс: в течение семи лет «Воццек» был поставлен 23 раза на оперных сценах Европы и Америки. В 1927 году с успехом опера была дана в Ленинграде, в присутствии композитора (первый и единственный визит Берга в СССР). До конца 1936 года «Воццек» был поставлен в 29 городах 166 раз на немецком, чешском, русском и французском языках. Ныне «Воццек» — классический пример оперы XX века.
С 1928 до конца жизни Берг работал над оперой «Лулу» (по драмам Ф. Ведекинда «Дух земли» и «Ящик Пандоры»). Он полностью сочинил музыку и нотировал её в клавире, но не закончил оркестровку. Эстетическая концепция «Лулу», в центре которой находится фигура притягательной и порочной «роковой женщины», восходит к эпохе венского декаданса. Драматургия «Лулу», основанная на гибко трактованном принципе симметрии, воплощённом в идее парных ролей и разветвлённой системе реминисценций, проявляет себя без искажений лишь в полной трёхактной её версии.
При подготовке премьеры вдова Берга обращалась с просьбой оркестровать клавир III акта к Шёнбергу, Веберну и Цемлинскому, но те отказали ей, сославшись на недостаток времени. В результате на премьере (Цюрихcкая опера, 1937) были исполнены только первые 2 акта и оркестровый фрагмент 3 акта. Успех постановки убедил вдову, что и в таком виде опера годится для исполнения. По этой причине в дальнейшем Елена Берг препятствовала попыткам музыкантов довести партитуру до конца. Лишь после её смерти полная версия «Лулу», наконец, увидела свет. Полная «Лулу» (в редакции чешского композитора Ф. Церхи) была впервые поставлена под управлением П. Булеза в Париже, 24.2.1979.
Творческое наследие Берга (помимо опер) невелико по объёму. Наиболее известное инструментальное сочинение — Концерт для скрипки с оркестром (1935). Концерт посвящён «Памяти ангела» — Манон Гропиус, рано умершей дочери Альмы Малер. Впервые исполненная в 1936 году (солист Луи Краснер, дирижировал Веберн) эта музыка воспринималась как реквием по композитору. Среди других сочинений — Камерный концерт для фортепиано и скрипки в сопровождении 13 духовых инструментов (1925), Лирическая сюита для струнного квартета (1926, тайная программа содержит драматическую историю любви автора к Х. Фукс-Робеттин) и концертная ария «Вино» для меццо-сопрано с оркестром (на стихи Ш. Бодлера; 1929).
Берг скоропостижно скончался от заражения крови. Похоронен в Вене, на Хитцингском кладбище (рядом с дворцом Шёнбрунн).

## Литературные труды
Берг достаточно часто публиковал в австрийской прессе отзывы и рецензии. Всего сохранилось более двух десятков его музыкально-критических статей, в том числе, «Что есть атональное» (Was ist atonal) — интервью журналисту Венского радио, записанное 23 апреля 1930 г. Ценность представляет сохранившаяся переписка Берга с Т. Адорно (136 писем). Все статьи Берга опубликованы в Лейпциге в 1981 году.

## Память
В посёлке Шифлинг-ам-Зе в австрийской провинции, куда Берг иногда приезжал, в его честь назван парк и установлен бюст. Изображен на австрийской почтовой марке 1985 года.

## Сочинения
- Семь ранних песен для голоса среднего регистра и фортепиано (1905—1908; 2-я ред. для сопрано с оркестром, 1928)
  - Nacht (Carl Hauptmann)
  - Schilflied (Nicolaus Lenau)
  - Die Nachtigall (Theodor Storm)
  - Traumgekrönt (Rainer Maria Rilke)
  - Im Zimmer (Johannes Schlaf)
  - Liebesode (Otto Erich Hartleben)
  - Sommertage (Paul Hohenberg)
- Соната для фортепиано, op. 1 (1907—1908)
- Четыре песни (нем. Vier Lieder) для голоса и фортепиано, op. 2 (1909—1910)
  - Schlafen, schlafen (Friedrich Hebbel)
  - Schlafend trägt man mich (Albert Mombert)
  - Nun ich der Riesen Stärksten überwand (Albert Mombert)
  - Warm die Lüfte (Albert Mombert)
- Струнный квартет, op. 3 (1910)
- Пять песен для сопрано и оркестра на тексты почтовых открыток Петера Альтенберга (нем. 5 Orchesterlieder nach Ansichtskarten von Peter Altenberg), op. 4 (1912)
  - Seele, wie bist du schöner
  - Sahst du nach dem Gewitterregen den Wald
  - Über die Grenzen des All
  - Nichts ist gekommen
  - Hier ist Friede
- Четыре пьесы (нем. Vier Stücke) для кларнета и фортепиано, op. 5 (1913)
  - Mässig
  - Sehr langsam
  - Sehr rasch
  - Langsam
- Три пьесы (нем. Drei Stücke) для оркестра, op. 6 (1914—1915)
  - Präludium
  - Reigen
  - Marsch
- «Воццек» (нем. Wozzeck), op. 7, опера (1917—1922)
  - Три пьесы из оперы «Воццек» для сопрано и оркестра (1924)
- Камерный концерт для фортепиано, скрипки, и духовых (1923—1925)
  - Адажио для скрипки, кларнета и фортепиано (опубл. в 1956; авторская обработка второй части камерного концерта)
- Schliesse mir die Augen beide (Theodor Storm) для голоса и фортепиано (1925)
- Лирическая сюита (нем. Lyrische Suite) для струнного квартета (1925—1926)
  - Три пьесы из лирической сюиты (нем. Drei Sätze aus der lyrischen Suite) для струнного оркестра (1929)
- «Вино» (нем. Der Wein), концертная ария на стихи Шарля Бодлера (1929)
- Четырёхголосный канон «Alban Berg an das Frankfurter Opernhaus» (1930)
- «Лулу» (нем. Lulu), опера (1929—1935, не завершена; третий акт завершен Фридрихом Церхой)
  - «Лулу — сюита» для сопрано и оркестра (1935)
- Концерт для скрипки с оркестром (1935)

## Обработки произведений других авторов
- Франц Шрекер. Der ferne Klang (1911)
- Арнольд Шёнберг. Песни Гурре (1912); 2 части из Струнного квартета № 2 (1912)
- Иоганн Штраус. Wein, Weib und Gesang (1921; опубл. в 1977)

## Литературные сочинения
- Alban Berg. Glaube, Hoffnung, Liebe. Schriften zur Musik [1911-1935], hrsg. v. Frank Schneider. Leipzig: Reclam 1981.
- Alban Berg / Theodor W. Adorno. Briefwechsel 1925-35 [136 Briefe]. Frankfurt: Suhrkamp, 1997.

## Цитаты
Когда я сочиняю, я чувствую себя Бетховеном, только впоследствии я понимаю, что в лучшем случае я всего лишь Бизе.— Альбан Берг, в разговоре с Теодором Адорно
.